# Ramas escrotales anteriores (arteria pudenda externa profunda)
Las ramas escrotales anteriores de la arteria pudenda externa profunda, también conocidas como arterias escrotales anteriores, son arterias que se originan en la arteria pudenda externa profunda. No presentan ramas.

## Distribución
Se distribuyen hacia el escroto; las arterias escrotales posteriores (ramas escrotales posteriores de la arteria perineal) y la arteria cremastérica completan la irrigación del mismo.